# Сен-Жам (Манш)
Сен-Жам (фр. Saint-James) — коммуна на северо-западе Франции, находится в регионе Нормандия, департамент Манш, округ Авранш, кантон Сент-Илер-дю-Аркуэ. Расположена в 19 км к югу от Авранша и в 60 км к северо-востоку от Ренна, в 2 км от автомагистрали А84 (Е3).
С 1 января 2017 года в состав коммуны Сен-Жам вошли соседние коммуны коммуны Аргуж, Вергонсе, Вилье-ле-Пре, Карне, Ла-Круа-Авраншен и Монтанель.
Население (2018) — 4 902 человека. 

## История
Крепость Сен-Жам (Святой Иаков) заложил в 1067 году Вильгельм Завоеватель, чтобы защитить свои нормандские владения от нападений бретонцев. Городская крепость выполняла оборонительные функции до XV века, когда была разрушена. С X по XVIII век в Сен-Жаме останавливались паломники, направлявшиеся к Мон-Сен-Мишель.
В начале 1426 года, во время Столетней войны Артур де Ришмон соединился со своим старшим братом Жаном VI, герцогом Бретани, и осадил английский гарнизон в Сен-Жаме, но безуспешно. В 1449 году армия французского короля Карла VII заняла город после шестидневного штурма.
Во время шуанерии в коммуне произошло несколько столкновений между республиканцами и шуанами. 4 декабря 1795 года имела место Первое сражение при Сен-Жаме, закончившееся победой шуанов, после чего они удерживали коммуну на протяжении всей первой половины 1796 года. Второе сражение при Сен-Жаме имело место на заключительном этапе шуанерии 23 января 1800 года.
С 1901 по 1933 год Авранш и Сен-Жам соединяла железная дорога.

## Достопримечательности
- Церковь Святого Иакова XV века
- Шато ла Палюэль XV века
- Церковь Успения Богоматери XVII-XIX веков в Карне
- Церковь Святой Троицы XIV-XVIII веков в Ла-Круа-Авраншен
- Церковь Нотр-Дам XIX века в неороманском стиле в Монтанеле

## Экономика
Структура занятости населения:
- сельское хозяйство — 8,7 %
- промышленность — 18,1 %
- строительство — 5,1 %
- торговля, транспорт и сфера услуг — 22,8 %
- государственные и муниципальные службы — 45,3 %

Уровень безработицы (2018) — 10,1 % (Франция в целом —  13,4 %, департамент Манш — 10,4 %). 

Среднегодовой доход на 1 человека, евро (2018) — 19 640 (Франция в целом — 21 730, департамент Манш — 20 980).

## Демография
Динамика численности населения, чел.

## Администрация
Пост мэра Сен-Жама с 2020 года занимает Давид Жюкен (David Juquin). На муниципальных выборах 2020 года возглавляемый им правый список победил в 1-м туре, получив 50,72 % голосов.
| Период | Период | Фамилия        | Партия                    | Примечания                        |
| ------ | ------ | -------------- | ------------------------- | --------------------------------- |
| 1959   | 1983   | Шарль Уссар    |                           | нотариус                          |
| 1983   | 1983   | Луи Менар      |                           | предприниматель                   |
| 1983   | 2014   | Мишель Тури    | Союз за народное движение | хирург-дантист                    |
| 2014   | 2016   | Натали Панасье | Разные правые             |                                   |
| 2017   | 2020   | Карин Майё     | Разные правые             | учитель, член Совета департамента |
| 2020   |        | Давид Жюкен    | Разные правые             | бухгалтер                         |

## Города-побратимы
- Беминстер, Великобритания
- Эркеленц, Германия

## Галерея

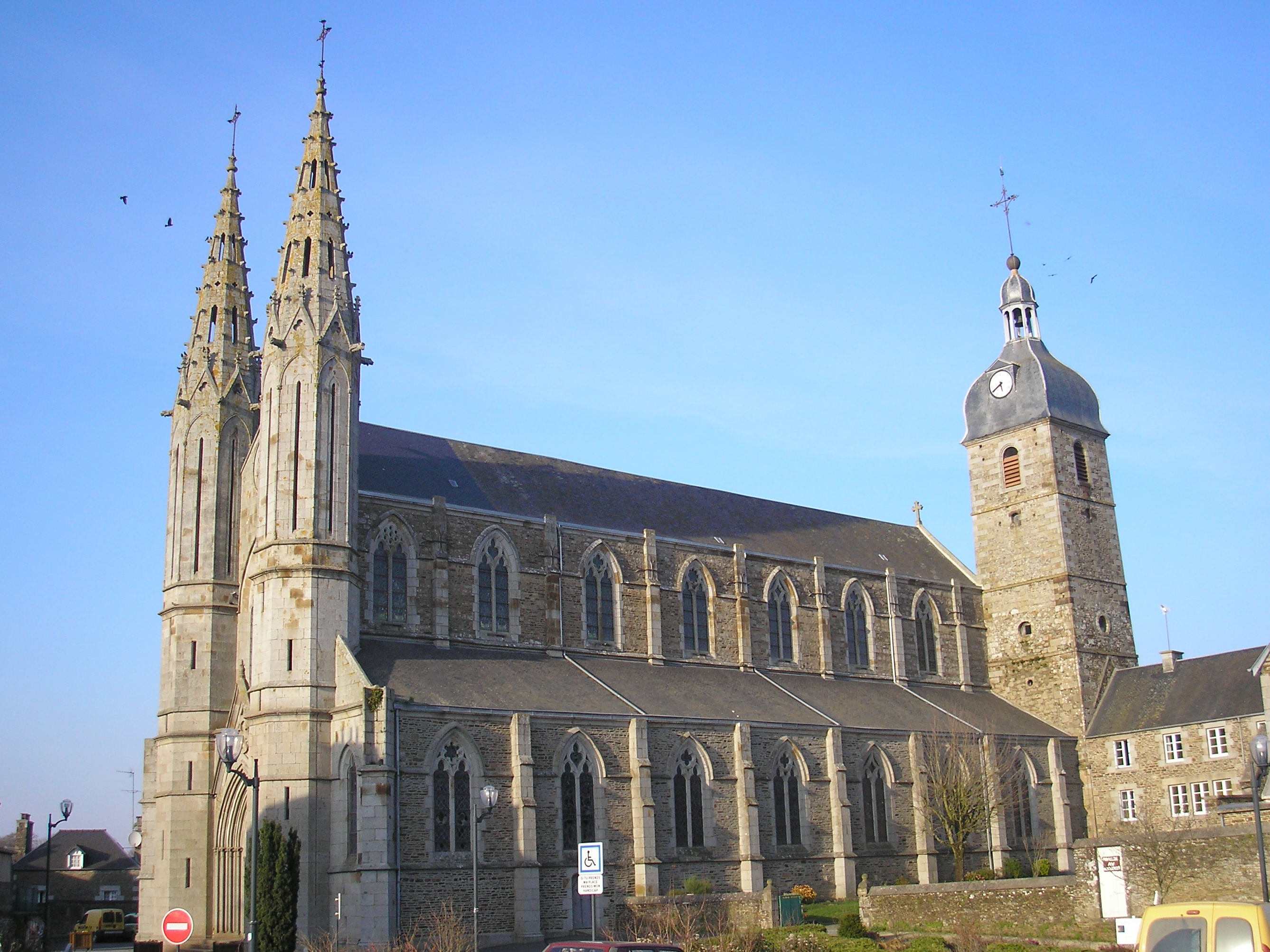
Церковь Святого Иакова
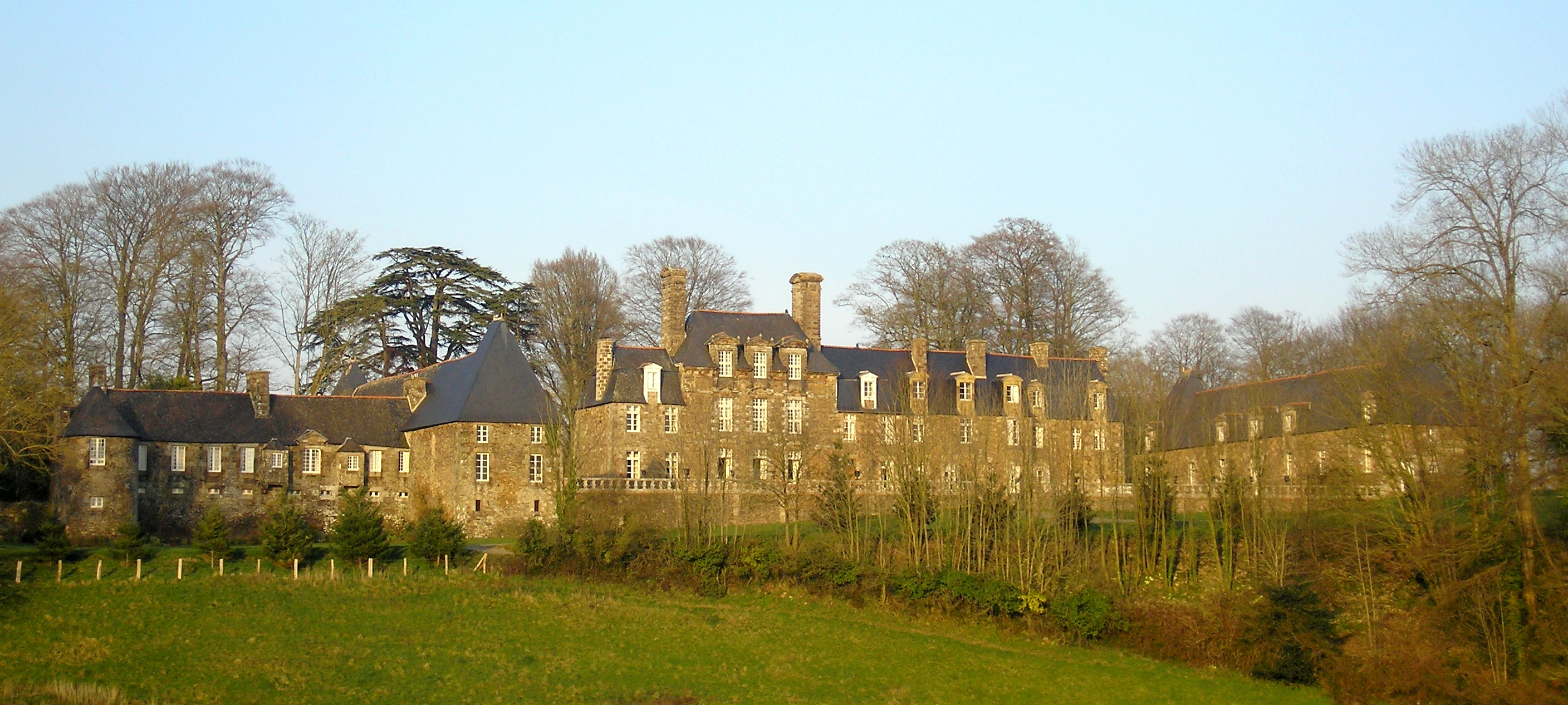
Шато ла Палюэль
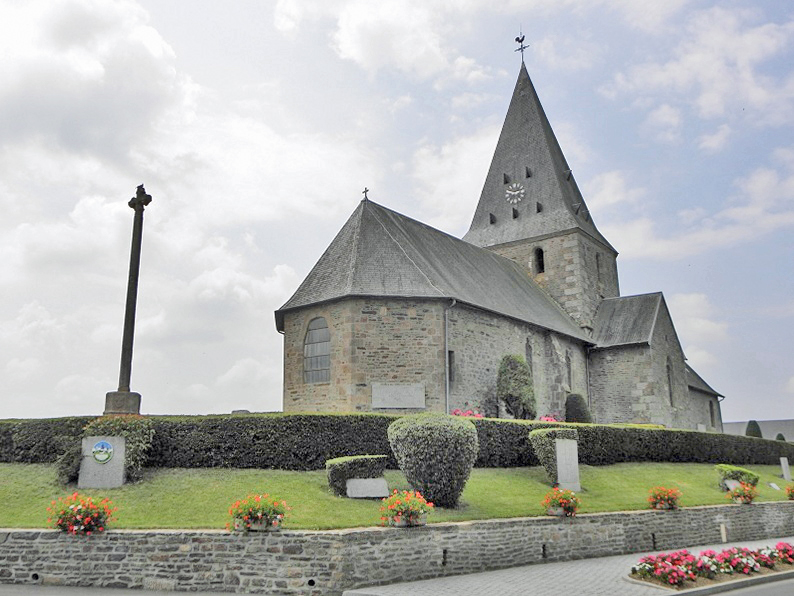
Церковь Святой Троицы в Ла-Круа-Авраншен
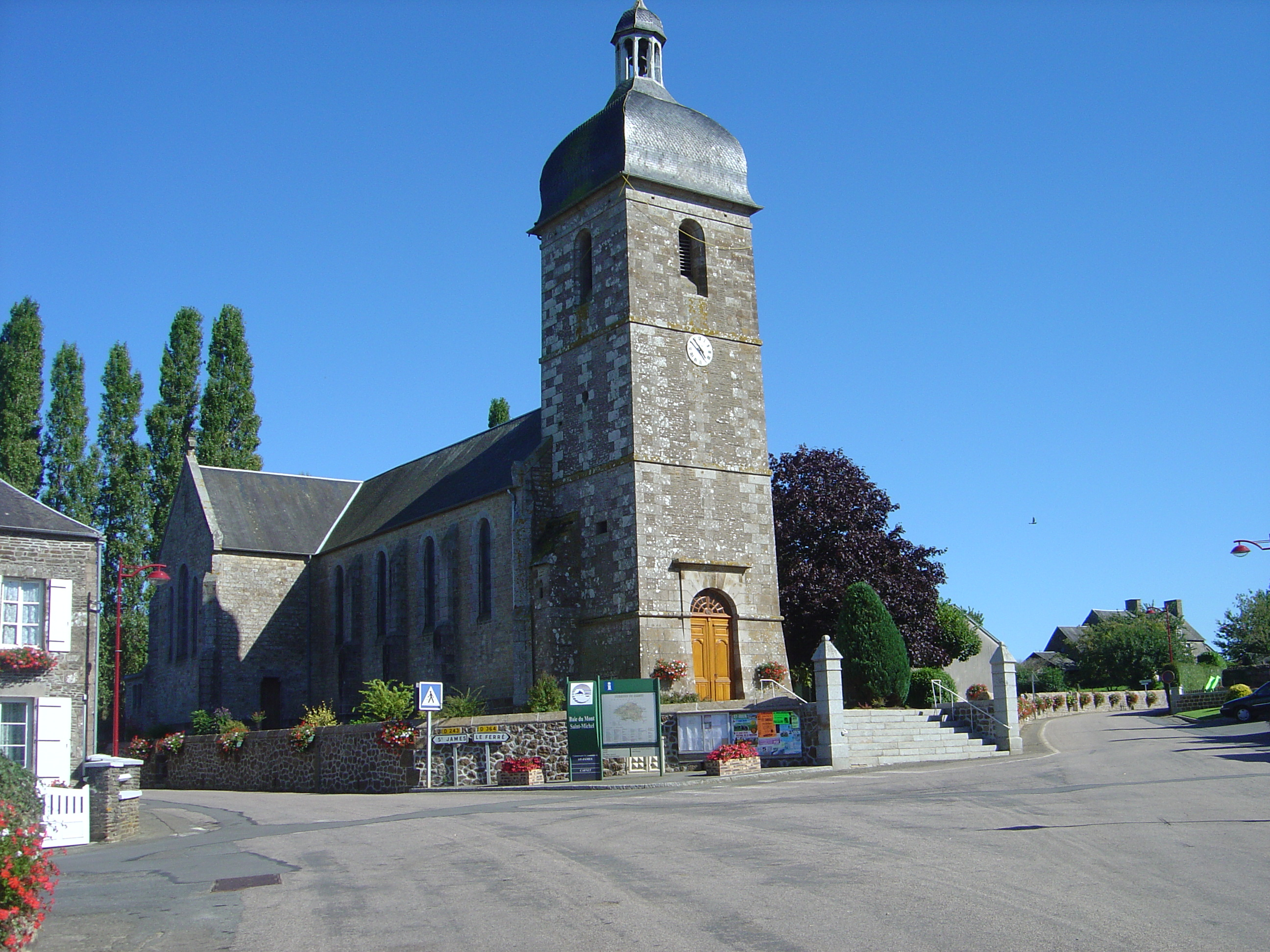
Церковь Успения Богоматери в Карне
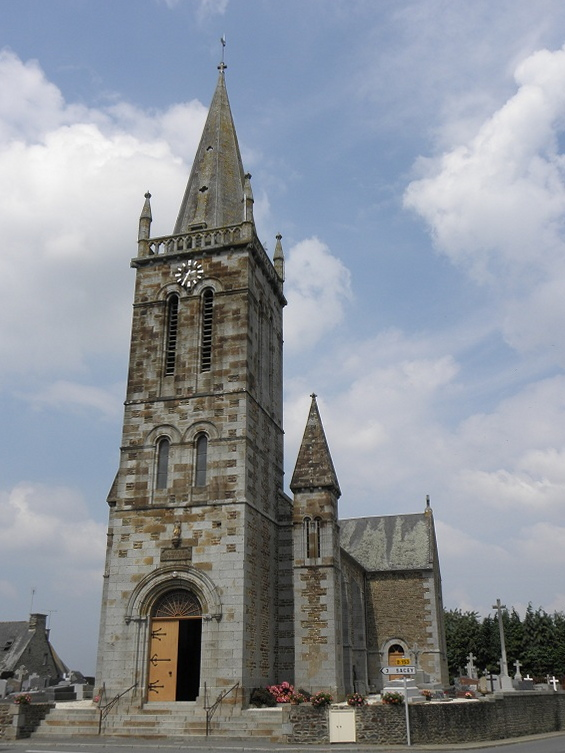
Церковь Нотр-Дам в Монтанеле